# Diesse
Diesse (antiguamente en alemán Dess, Tess o Tesse) es una comuna suiza del cantón de Berna, situada en el distrito administrativo del Jura bernés. Limita al norte y oeste con la comuna de Nods, al este con Lamboing, y al sur con Prêles.
Hasta el 31 de diciembre de 2009 situada en el distrito de La Neuveville.